# باهیراکولا
باهیراکولا (به لاتین: Baherakhola) یک منطقهٔ مسکونی در بنگلادش است که در ناحیه پتوکالی واقع شده‌است.